# Малое Уклейно (озеро)
Ма́лое Укле́йно (бел. Мало́е Укле́йна) — озеро в Ушачском районе Витебской области Белоруссии. Относится к бассейну реки Альзиница.

## Описание
Озеро Малое Уклейно располагается в 18 км к юго-западу от городского посёлка Ушачи. К югу от водоёма находится деревня Копыловщина.
Площадь зеркала составляет 0,09 км². Длина — 0,53 км, наибольшая ширина — 0,24 км. Длина береговой линии — 1,39 км. Наибольшая глубина — 6,3 м, средняя — 4,65 м. Объём воды в озере — 0,42 млн м³.
Котловина вытянута с запада на восток. Склоны высотой до 15 м, крутые, поросшие кустарником. Береговая линия относительно ровная. Берега низкие, песчаные, поросшие кустарником и лесом. Местами берега сливаются со склонами котловины.
Мелководье песчаное, узкое, на юге и востоке более протяжённое. На глубине дно сапропелистое.
Из восточной части озера вытекает ручей, впадающий в озеро Большое Уклейно. На юге впадает достаточно длинный ручей, берущий начало в лесном массиве.
В озере обитают окунь, плотва, судак, густера, лещ, щука, линь и другие виды рыб.